# Niedergottsau

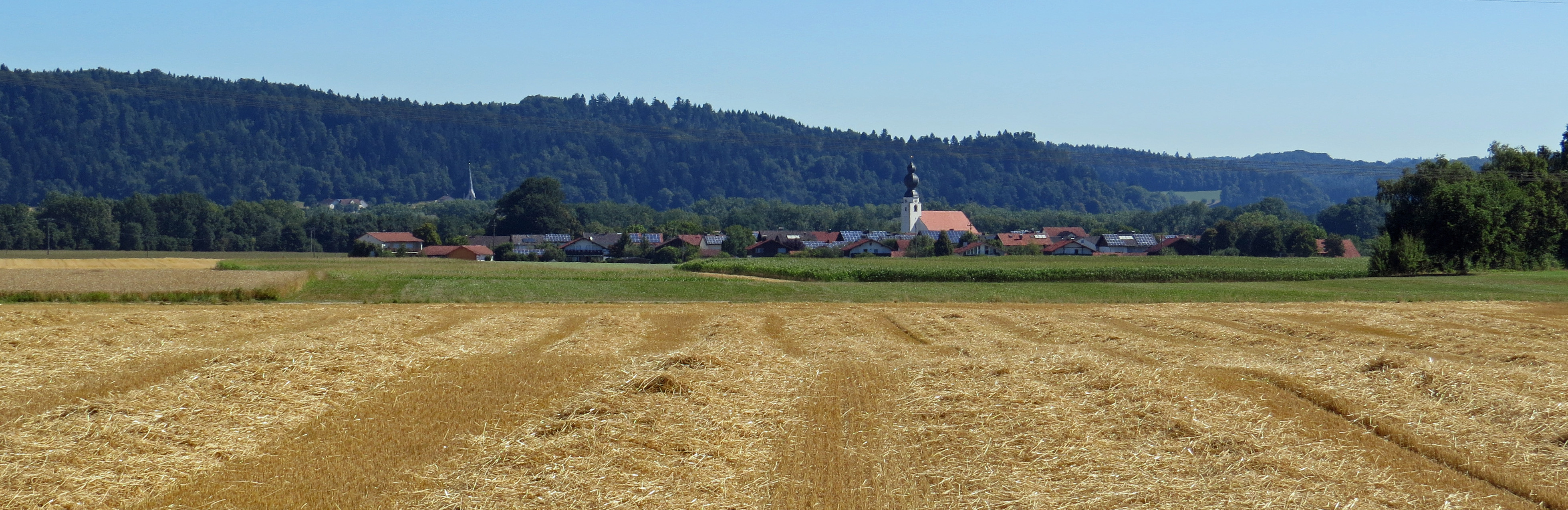
Niedergottsau von Süden

Niedergottsau ist ein Gemeindeteil der Gemeinde Haiming im oberbayerischen Landkreis Altötting.

## Lage
Das Kirchdorf Niedergottsau liegt am rechten Ufer des Inns in der Nähe der B 12/B 20 etwa drei Kilometer nordwestlich von Haiming. Am anderen Innufer liegt in etwa fünfhundert Metern Entfernung der Ort Stammham.

## Geschichte
Nidikeltesauuua wird bereits im frühen 8. Jahrhundert unter Herzog Hugibert erwähnt, als der Edelmann Sigiberth hier sechs Güter der Kirche St. Stephan in Passau übergab. Im 13. Jahrhundert besaßen die Grafen von Kraiburg und Ortenburg einen Herrenhof in der Villa Nidergoltsawe, den sie 1259 dem Kloster Raitenhaslach schenkten.
Um 1400 entwickelte sich in Niedergottsau eine nicht unbedeutende Wallfahrt. Im Jahre 1516 wurde ein Benefizium gestiftet. 1690 gründete sich hier die Skapulierbruderschaft, eine Gemeinschaft, deren zentrales Thema die Marienverehrung ist. Sie gewann zahlreiche Mitglieder in Niedergottsau. In der Kirche fanden besonders an den drei goldenen Samstagen feierliche Gottesdienste statt, wofür Pfarrer Michael Frischholz (1695–1700) einen Ablass erwirkte, welcher 1707, 1729 und 1793 vom Papst bestätigt wurde. Aufgrund eines Befehls vom 14. Dezember 1801 wurde die Feier der drei goldenen Samstage aufgehoben.
1855 bestand das Dorf aus 17 Häusern einschließlich einer Schule sowie der Filialkirche. 1922 wurde die Expositur Niedergottsau errichtet. Die alte Schule dient jetzt als Bürgerhaus.

## Sehenswürdigkeiten
- Expositurkirche Maria Himmelfahrt. Das gotische, aus der zweiten Hälfte des 15. Jahrhunderts stammende Bauwerk wurde im 18. Jahrhundert um die Seitenschiffe erweitert und barock verändert. Im Hochaltar befindet sich das Gnadenbild, eine Mondsichelmadonna.

## Bildung und Erziehung
- Kindergarten St. Stephanus

## Vereine
- Altmännerverein Haiming-Niedergottsau. Der Verein wurde am 12. August 1959 beim Metzgerwirt in Haiming von Heinrich Kuchlbauer, Alois Hager, Johann Obermeier, Xaver Strasser und Bürgermeister Georg Strasser gegründet.
- Frauen- und Mütterverein Niedergottsau. 1922 erfolgte die Gründung durch Pfarrer Reisinger.
- Freiwillige Feuerwehr Niedergottsau e.V. Sie wurde 1891 gegründet als Freiwillige Feuerwehr Piesing-Niedergottsau.
- KJG Niedergottsau
- Krieger- und Soldatenkameradschaft Haiming-Niedergottsau. Sie wurde im Jahre 1872 als Krieger- und Militärabschneider-Verein gegründet.
- Laienspielgruppe Niedergottsau. Die Gruppe, ein loser Zusammenschluss theaterbegeisterter Niedergottsauer, wurde 1921 von Lehrer Alfred Schmitt und Mitgliedern der Falkenschützen gegründet.
- Maibaumverein Niedergottsau e.V.
- Obst- und Gartenbauverein Haiming-Piesing-Niedergottsau e.V. 1890 gründete Lehrer Franz Xaver Gottschaller den Obst- und Gartenbauverein.